# UQ HOLDER!
《UQ HOLDER！ 悠久持有者！》（UQ Holder!）是赤松健創作的日本漫畫作品，也是《魔法老师》的衍生作品。故事時空背景以《魔法老師》完結80年後的近未來為主。

## 提要

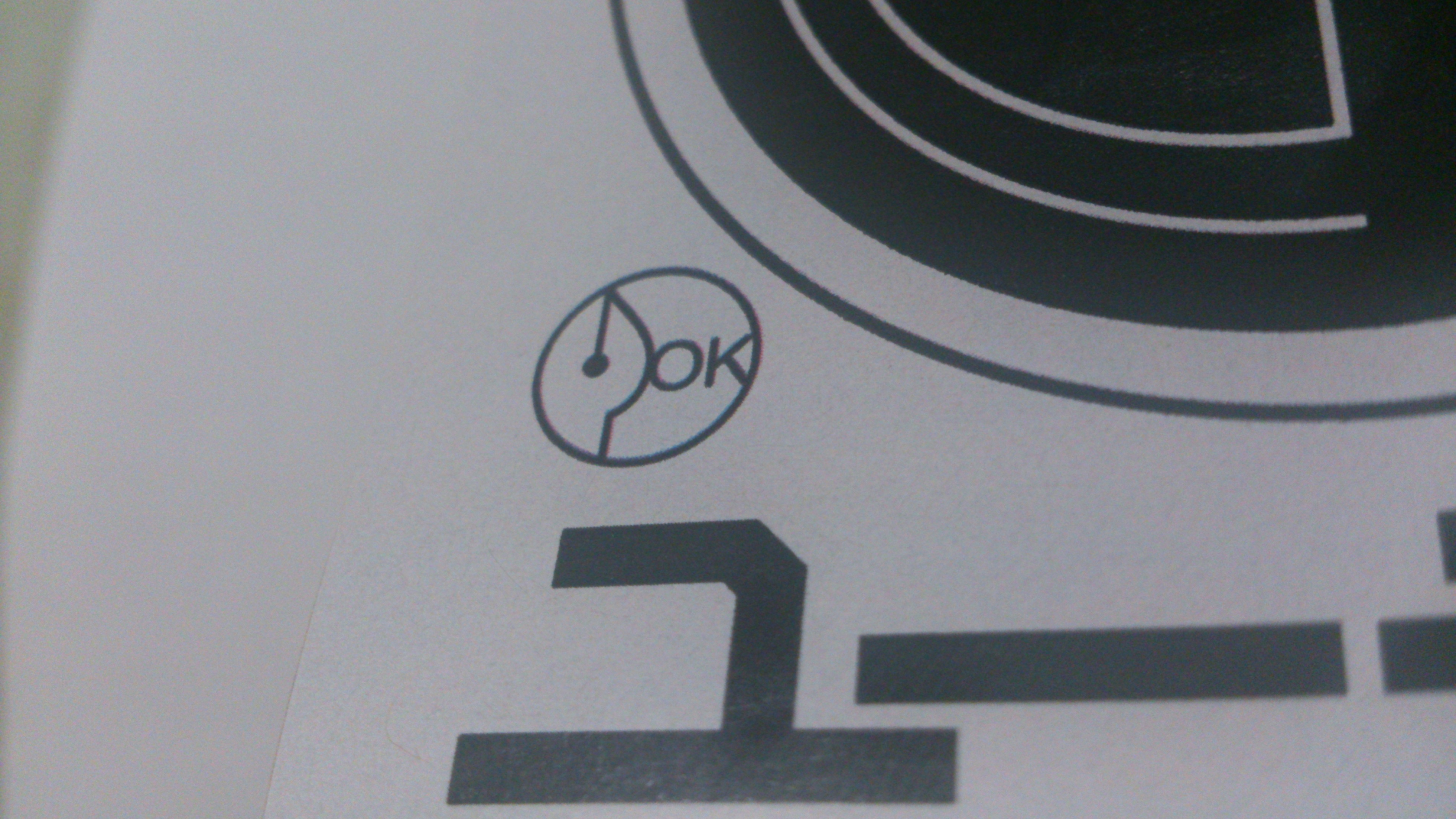
《UQ HOLDER！ 悠久持有者！》在《週刊少年Magazine》連載時，標題左下角的同人標誌

《UQ HOLDER！ 悠久持有者！》從講談社《週刊少年Magazine》2013年39號（2013年8月28日發售）開始連載。單行本中文版由東立出版社代理，並於《新少年快報》2013年第47期（2013年10月25日發售）起連載。是第一部使用同人標誌（同人マーク）的漫畫：該標誌會出現在連載版各話LOGO周圍、或單行本卷末。每一話標題格式是“Stage. ×××”。
2016年6月19日宣布将会出动画版，并宣布将会长期休载到2016年10月9日转移到《别册少年Magazine》再次连载，已從周刊制（週刊少年）轉為月刊制（别册少年）。该漫画也追加命名为《UQ Holder！ ～魔法老师！2～》（UQ HOLDER! ～魔法先生ネギま！2～）。
2016年12月宣布将会在2017年出动画版前的OVA，敲定2017年9月OVA与第14卷一起放送，动画版于2017年10月開始放送。
2018年12月31日，赤松健在Twitter宣布，漫画将在2至3年之内完结。2021年5月8日，《别册少年Magazine》宣布，漫画将会在2022年2月9日完结（总共192话）。

## 劇情大綱
2086年，世人皆知魔法之存在已經10年。近衛刀太住在日本熊本縣阿蘇郡（見第45話），夢想去首都「新東京天之御柱市」做一番大事業，但被村長要求：先打倒他的班導師兼監護人雪姬，才能啟程前往天之御柱市。刀太與同班四位男同學是好朋友，他們每天挑戰雪姬，希望能打倒她，但總是無功而返；雪姬覺得他們自不量力，卻也樂在其中。賞金獵人橘老師突襲雪姬，終結了這段平穩的日子。
橘老師突襲雪姬，斬斷雪姬的四肢，砍刀太的左手，刺穿刀太的心臟。雪姬的真實身分被這場戰鬥揭穿：她是《魔法老師》裡的不老不死的吸血鬼依文潔琳·A·K·麥道威爾。雪姬要求刀太自己決定是否喝她的血，刀太喝雪姬的血後成為不死之身並擊退橘老師。這場戰鬥過後，雪姬與刀太深知不能留在村中，啟程前往天之御柱市，展開悠久持有者的冒險。

## 登場人物

### 主角群
近衛刀太（Konoe Touta，聲-日：高倉有加；臺：詹雅菁）
男主角。天真無邪的黑短髮刺蝟頭國中生，最初設定是《魔法老師》男主角涅吉·史普林菲爾德的孫子，不过后来说明是涅吉的克隆人。之后在第127话被绫濑夕映与宫崎和香使用契约道具查出身世，是在天照工业公司制造的涅吉克隆人，其中72个克隆人都是失败品，只有他唯一成功注入涅吉和神乐坂明日菜的力量；由於擁有「金星的黑色」與「火星的白色」的能力，從某個意義來說，算得上是起源魔法師的後代。
依據第45話，刀太2082年在東亞駐地出身，不死程度A級。
在刀太的回憶中，2084年，全家人與雪姬（依文潔琳·A·K·麥道威爾）發生車禍，父母死亡（根據第1話的墓碑，為2084年6月27日身故），自己被雪姬收養；但在雪姬的回憶中，刀太父母是被多把劍刺穿身體而死（菲特·亞維路克斯自稱是殺死他們的人，不过后来证实并非被菲特杀死），刀太則被砍斷左手與右腳但活下來。2084-2086年間，住在熊本縣阿蘇郡，並就讀當地中學就學。
在橘老師襲擊雪姬時，被橘老師砍斷左手、刺穿心臟，喝了雪姬的血而成為不死之身，外貌停在14歲，擁有使用黑暗魔法的力量。在擊敗橘老師後，跟雪姬一起踏上旅程。在知曉祖父的事後知道自己原本就是不死之身。
原本並不想因為變強而去修鍊，但在接受雪姬的各個任務後逐漸改變想法，想成為雪姬的力量。與菲特戰鬥、還有目擊菲特與雪姬之間的戰鬥，讓刀太察覺到自己相當弱小，在得知爺爺過去的事情後誓言要變強。
在悠久持有者試煉場得到武器「重力劍」（聲-日：竹內良太；臺：林谷珍）。從灰斗學得完整的「瞬動術」。黑暗魔法因是從雪姬得到的，所以還不能完全控制。
廚藝不錯，因為與雪姬單獨居住，平常都是由刀太負責煮飯。在執行新東京貧民區任務時，負責幫教會的人煮飯。
第192話中，在雪姬的靈魂被斬成120亿個碎片后，便成為仙境館的理事長并代替她管理了仙境館一萬兩千年。與雪姬重逢后便再次向她告白并與她接吻，正式成為情侶。
現在身份為悠久持有者No.7。
雪姫（Yukihime，聲-日：松冈由贵；臺：許淑嬪）
刀太故鄉中學（原作未設定校名）的一名教師，金髮碧眼、身材高挑的美女，在村中表現的武術相當高強。使用魔法是冰系魔法與黑暗魔法（金星的黑色），實力完全不輸給菲特·亞維路克斯。真正的身分是《魔法老師》中登場過的依文潔琳·A·K·麥道威爾（Evangeline A.K. McDowell），在10歲時被邪惡魔法師做實驗而成為吸血鬼，真正的樣子是外表約10歲的小女孩（實際年齡700歲以上），時常以年齡詐稱藥變成大人的外表。
綽號：不死的魔法師、暗之福音、人偶師
能夠使用古代魔法，自身周圍時常有壁障保護。因吸血鬼的特性，即使被分屍切成好幾塊也能恢復，在不死一族中擁有數一數二的戰鬥力。
在刀太的父母死亡後收養刀太，後成為刀太的班導師兼監護人。被橘老師偷襲並斬斷四肢時，要刀太選擇喝她的血或者就此弱小地死去，喝了血的刀太便成為不死之身並擊退橘老師。在刀太擊退橘老師後，把刀太納為頭號弟子，與刀太一起回仙境館。
是悠久持有者的創始人，現身份為悠久持有者No.1。受到所有悠久持有者的成員尊敬，也具備最高的權力。為了訓練刀太，會分配任務讓刀太去執行。當刀太準備參加麻帆良武道會時，原本表示贊同，但當看見刀太的爺爺也出現在參賽名單時，確認是刀太的爺爺本人簽名後就拒絕刀太參加，刀太也因此感到失意。
在剛成為不死身時一心尋死，後來被「間隙之魔女」達娜強行收為徒弟，並被困在她的住所間隙之城中不得出去。雖為了獲得自由而不斷襲擊達娜，但全都失敗了，只能不情願地接受她的教導學習魔法與體術。但就在她16歲左右時，在錯軌的時空中遇到了正在達娜那修練的刀太，兩人的交流漸漸成為她在成為不死者後的孤獨人生中唯一的寄託，也逐漸放下尋死的念頭。對當時仍以凯蒂為名的她而言，刀太無疑是如同初戀對象般一樣的人，但因為明白兩人終究是在不同的時空中，總有一天必須分離。
第96話聽到刀太的告白，雖然拒絕，但是最後在所有人離開房間後，眼神露出欣喜，口裡埋怨著刀太晚了五百年。
第110話，她告訴刀太，她還是愛著涅吉。雖然她說在涅吉被囚禁的事情解決前無法跟刀太有進一步的發展，說完後卻主動吻了刀太。
第114話菲特说明20年前起她想將起源魔法師連同涅吉一同除掉，但是菲特不能接受而敌对她。然后为了救刀太而使用冰系魔法来攻击菲特，被刀太问为什么想杀涅吉，她说是涅吉的意愿。第125话，因为感觉到涅吉在地球并出现在刀太面前而打算去对付他。
第183话得知目前已经被起源魔法师附身及操控。
第192話中，通過刀太、九郎丸、涅吉與明日菜的聯合攻擊使得她與起源魔法师的靈魂被斬成120亿個碎片便消失。一萬兩千年後連同起源魔法师的靈魂一起復活，之後便與刀太以及剩餘的悠久持有者的成員們重逢。回到仙境館后便正式向刀太告白并與他接吻，成為情侶。
時坂九郎丸（Tokisaka Kuroumaru，聲-日：廣瀨有紀；臺：黃珽筠）
外表年齡與刀太同年，黑長髮，沒有特別表示自己的性別，被刀太認為是男人。常常表現得過於女性化，被稱呼為女性時會主動反駁。
原本是不死獵人的團體中「神鳴流」的一份子，但是身分一直受到神鳴流內部排擠。接受兄長的命令追殺雪姬後一直流浪中，直到遇見刀太與雪姬，歷經一陣生死戰鬥後落敗，聽從刀太建議加入悠久持有者。本身也是不死之身，是經過兄長以符咒改造而成。
實力相當強，與刀太對戰練習時總是無意識地保留實力。在被小夜子控制時，實力明顯高於刀太。
初登場即在溫泉中被刀太摸臀，雖然刀太並非刻意摸臀。行為舉止總是像個少女一般，因此被刀太、雪姬與夏凛懷疑其性別。八咫烏族（八咫の烏族）出身的「牠」在16歲以前雌雄同體、既非男性也非女性，在16歲舉辦成年禮後自主決定性別，若未自主決定性別則隨機決定性別。一直在煩惱要以男性（友人）還是女性（戀人）身分待在刀太的旁邊協助刀太。第101話已確定身體的女性化，不过跟超星仔一战之后就认为自己要变成男性或女性都无所谓，只要能和刀太在一起就足够。在動畫版op中將其安排與其他女角在刀太身旁，似乎暗示九郎丸的選擇。
第137話中，身體幾乎確認往女性的方向發展。第181話以後確定成為女性，並對刀太表明心意，在兩願情況下發生性關係。
現在身份為悠久持有者No.11。

### 悠久持有者
悠久持有者（UQholder）是雪姬與涅吉一起建立的不死者家族，以雪姬為首十二人為實行幹部，定位為「身處於人類社會以外的居民互助組織」。基地兼自營溫泉旅館「仙境館」（仙境館）位於新東京外海10公里遠的地方，此處僅為「日本支部」（見第43話）。主要成員「百鬼夜行眾」稱為「一般職員」，被賦予數字編號的成員（例如「悠久持有者No.×」）稱為「編號成員」（Numbers），而當上幹部的資格尚未明確。成員之間禁止私鬥。不論年紀，一般職員皆相當尊重編號成員，並稱呼編號成員「大哥」或「大姐」。悠久持有者这名字是由茶茶零号所命名。
No.1 雪姬
不死身特性是「不死的吸血鬼」，參見主角群。
No.2 宍戶甚兵衛（Shishido Jinbei，聲-日：咲野俊介；臺：林正騏）
因為把雪姬秘藏的沖繩酒和她吃到一半的烤雞肉串吃掉，被雪姬扔下試煉場裏（試驗成員實力的地方，清掃地下的害獸）；本來是開玩笑而扔下去，但是之後被雪姬忘記了，便在地下生活了兩年（因為他也不太想出來工作）；直到遇上刀太和九郎丸，才回到地面上。
其實力為悠久持有者第三，但是雪姬說只論強大的話。
持有一種自己獨自開發多年的能力「交換」，如字面所述是一種能自由自在的把任意的物體互換的犯規能力。與十藏一戰中，透露其背後的實際能力為「無極太極盤」，能夠從四度空間像是看棋盤的方式去操作，時間上並未停止，只是變得極度緩慢。過去曾經擅長用劍，後來在維新的時候拋棄了刀，到某大陸學了拳法，配合硬氣鐵腕功，現在比較習慣用雙手戰鬥。
第163話透露他是在二次大戰末期在日本遇上原子彈爆炸時突然得到交換的極致能力「無極太極盤」。
在1500年代的歐洲遇上雪姬以及夏凜，並與她們一同組成團體，並且前往舊世界（火星）與真祖巴爾對抗。後來與雪姬等人分開，曾經參與過人類的各項重大戰役，包括第二次世界大戰以及2050年的火星動亂。
在800年前的日本遇上獅子巳十藏，在十藏的要求下教他劍術，是十藏的劍術啟蒙師父。
| 不死能力 | 人魚肉 |
| 特性     | 因為吃了人魚肉而有了不死身，被砍傷砍斷的地方只要能夠接合就能恢復。                                                                  |
| 弱點     | 只要被弄成粉塵狀，或是燒掉，缺少的部分就無法再生。頭被砍下來弄碎就完蛋了。 再生力偏弱，損傷的部分太嚴重會留下傷疤，用毒藥也能毒死。 |
| 來歷     | 1400年前在若狹國吃了人魚肉而成不死之身。                                                                                            |
No.3 七尾・赛普特・七重楼（Nanao Sept Shichijuurou）
第154話出現於夏凜的回憶。真祖巴爾所製造出來的人工的高位光之精靈。為悠久持有者組織裡第三強大的成員。
第159話正式登場。與十藏一起背叛悠久持有者組織，並表示由於真祖巴爾復活，使其自身無法忤逆創造者。
對雪姬和悠久持有者絕對忠誠，但由於自身的存在是真祖巴爾所創造出來的，每當真祖巴爾出現時，會立刻跳槽過去。直到真祖巴爾被趕走時，才會回歸悠久持有者，甚至曾建議在真祖巴爾出現之前，將自己封印並藏起來。
魔法實力強大，曾經一人將整個破壞的旅館全部興建回復。且因為是光之精靈，所以可以用光速動作製作餐點，除此之外也相當美味。
同時是能力相當強的管家，所以適合在旅館工作。
因為是光之精靈，所以並沒有性別，可以依照需求變身成男性或女性，女性時自稱七緒（日語發音相同，漢字不同）。
| 不死能力 | 光之精靈                                                     |
| 特性     | 不明                                                         |
| 弱點     | 因為是真祖巴爾所創造出來，當真祖巴爾出現時，會立刻跳槽回去。 |
| 來歷     | 為真祖巴爾所創造出來。                                       |
No.4 夏凛（Karin，聲-日：小仓唯；臺：林美秀）
外表年齡與刀太同年的女孩，黑色短髮，個性冷酷、無表情。真實身分為加略人猶大，中世紀的姓名為「依修特·卡琳·歐戴」（イシュト・カリン・オーテ，Isht Karin Orte），曾跟隨過和雪姬一樣偉大的師傅，然而她背叛了自己的師傅，導致她的師傅死去，而她也跟著上吊自殺，卻因被神詛咒得到不死之身而沒死。1492年在南歐的山村遭到獵巫者拷問，但無論怎樣被對待也毫髮未傷，被人稱為「鋼鐵聖女」（ ），後來和依文潔琳相遇，此後就跟隨依文潔琳。尊稱雪姬為「雪姬大人」，嫉妒曾經與雪姬同住的刀太，對雪姬有異常狂熱的感情，因此貌似視刀太為情敵。
實力很強，常用武器為日本刀與戰鎚，有強大的白光力量「神聖之光」（聖なる光/ホーリーライト）但不常用。背部中央有羅馬數字刺青「ⅩⅢ」。
開門進入九郎丸宿舍時看見剛出浴的全裸的九郎丸，聽了九郎丸的自述才知道九郎丸在16歲以前雌雄同體的事情。建議九郎丸決定成為女性，理由是九郎丸「沒有自己的信念」、刀太崇拜「擁有自我信念的男人」、而且女性的九郎丸「一定會很可愛的」；實際上是為了讓九郎丸跟刀太成為情侶，以防刀太親近雪姬。而後改支持刀太與桐衣交往。
第109話開始察覺到自己喜歡上刀太，加上原本排斥刀太的心情使得她對刀太抱持著矛盾的情感。
第152話幾乎暗示夏凜的真實身份是《新約聖經》裡的加略人猶大，第177話已確定就是加略人猶大。年齡應該為2030多歲。
第155話說明她在1600年代和雪姬再度遇上真祖巴爾與之對決時，她被真祖巴爾變成樹封印起來，一直到法國大革命（約1789年）才被獅子巳十藏解開，而那時已經不知道雪姬的下落，一直到雪姬創立悠久持有者時才再度找到夏凛，兩人再度重逢。
因為「神的詛咒」而無法與雪姬簽下暫訂契約。第155話則因刀太強力對抗神的詛咒，使夏凛成功與刀太簽下暫訂契約。
第179话得知已经失踪了40年之久，后来被刀太等人所救。
第182話歷經45年的歲月，終於再次遇見刀太，並對刀太表明心意，在兩願情況下發生性關係。
| 不死能力 | 神的詛咒 |
| 特性     | 幾近無敵而被視為最強的不死能力，雖然還是會感到疼痛，但完全不會有傷痕。 雪姬評論，如果世界毀滅了能留下來的多半是夏凜和刀太。        |
| 弱點     | 唯有極其強大的概念型能力能將其重創。                                                                                               |
| 來歷     | 曾跟隨過一位偉大的師傅，然而她因為30枚銀幣而背叛了自己的師傅，導致她的師傅死去。而後跟著上吊自殺，卻因被神詛咒得到不死之身而沒死。 |
No.5 獅子巳十藏（Shishimi Juuzou）
第二強的幹部成員，外觀為長髮配劍、膚色偏暗。曾說自己擁有的只有無盡時間，因為沒有事做，故而一直不間斷的練習揮刀。
曾經偷竊村里的東西而被圍毆，被碰巧路過的甚兵衛解危，並拜託指導自己劍術。
戰鬥狂，曾經自稱『沒有我斬不斷的東西』、『連神都能斬斷』。認為自己沒有才能，神鳴流的劍士10歲就能斬鐵，自己卻花了38年的時間，才練到能夠斬斷鐵。而後一直持續揮刀練習80年，就能夠斬斷所有的妖魔鬼怪，200年後，就能斬斷所有看的見的物體，500年後能夠斬斷看不見的物體，800年後能夠斬斷世間的天地萬象，包括詛咒、因果、概念。甚至連源五郎的3秒無敵狀態、幽靈的三太、夏凜的神的詛咒、甚兵衛的互換都能斬斷。
因為不屬於任何流派，所以沒有任何稱號，單論劍術已是劍聖的領域。曾經在地下火星單獨擊敗梅卡洛正規軍的災害級巨龍，不論是對單人、多人軍隊、巨大生物，在攻守方面毫無破綻。雪姬曾告訴刀太，十藏是除她以外最強大的成員。
喜歡和尼奇缇斯鬥嘴，每當有表現機會的時候，會故意比他快一步解決，或者表現得更好。
第155話透露他在法國大革命時期解開被真祖巴爾變成樹的夏凜。
第159話正式登場。與七重樓一起背叛悠久持有者組織，但表示自身並沒有被操控，只是善惡的分別被移除了，再加上想和甚兵衛交手的執念過深才會讓其趁虛而入。
| 不死能力 | 仙丹                                                                                 |
| 特性     | 可能和西遊記提到的金丹一樣厲害。                                                     |
| 弱點     | 因為不死的特性來自於植物，所以再生的速度有限。                                       |
| 來歷     | 吃下了自己父親不知道從哪裡弄來的藥丸。據說是有人利用仙術將扶桑樹的果實製作成不死藥。 |
No.6 真壁源五郎（Makabe Gengorou，聲-日：梶裕贵；臺：林谷珍）
眼鏡男，沈著冷靜，略為腹黑，實力未知。但可以輕易單手挑起拿著重力劍的刀太（而且是重力一萬倍的時候），輕鬆制止夏凜與刀太的私鬥。常常擅自增加龐大的費用給刀太，並不時向他討債。
是甚兵衛的徒弟之一，因此與十藏有競爭關係。
實際上是另一個2021年平行世界的日本所穿越的穿越者。
第192話中，在雪姬的靈魂被斬成120亿個碎片后，回到平行世界的日本與自己的家人一起生活。
| 不死能力 | 剩餘生命制 |
| 特性     | 即使源五郎死去後會有另一個自己出現的能力。 復活後有3秒無敵時間，這段時間無法對源五郎造成任何傷害。 生命數會隨著本人做的好事而增加。 |
| 弱點     | 當剩餘生命數到0時，再死掉就真的死亡了。                                                                                             |
| 來歷     | 不明 |
No.7 近衛刀太
不死身特性是因雪姬的關係而覺醒，後確認擁有「金星的黑色」與「火星的白色」的能力，參見主角群。
| 不死能力 | 吸血鬼 |
| 特性     | 主要來自其本身具有賦予暗之魔法甚至不死性的「金星的黑色」，同時還擁有與之相對、能讓魔法無效化的「火星的白色」。[9]                                                 |
| 弱點     | 被切斷部位和本體依然有連結關係，只要切斷的部位還保存著就不會再生[25]。又因同時擁有「金星的黑色」和「火星的白色」，因此在其習得將兩者分離運用之前難以使用魔法[8]。 |
| 來歷     | 不明 |
No.8 尼奇缇斯・拉普丝（Nikitis Laps）
留著與菲特類似髮型的少年，吸血鬼真祖，已在世上活了1萬2千年，認為人類是低等生物，其實個性很像死不認輸的小孩子。
現在代替阿爾比雷歐的位置當圖書館島的管理員。
據雪姬的說法，因為很愛看書，尤其是小說，所以才找他加入悠久持有者。
| 不死能力 | 吸血鬼 |
| 特性     | 不明   |
| 弱點     | 不明   |
| 來歷     | 不明   |
No.9 櫻雨桐衣（Sakurame Kirie，聲-日：茅野爱衣；臺：陳筱寧）
外表是年紀比刀太還要小的女孩，在12歲時獲得不死的能力，戶籍年齡為19~20歲（136話），卻是悠久持有者最大贊助者，資產以千億元為單元。外表看起來很怕生，但實際上非常毒舌，以調侃刀太為樂。
擅長分析當前戰況，但戰鬥能力並不強。由於身價不斐，所以外出都會帶著護衛。
為了防止他人為了回溯時間而殺害自己，一開始對外會將自己的能力謊稱為預知能力，只將能力的真面目告訴值得信賴或不得不到告訴的對象，連悠久持有者中也沒幾個人知道。為了方便回溯時間，會暗藏氫酸鉀膠囊在嘴裡以便自殺後回到原本的時間。
在不死的漫長時間中漸漸不再信任他人，所以才專注賺取絕對不會背叛自己的金錢，但依舊耐不住寂寞，直到加入悠久持有者後才有所舒緩。而不曾愛上誰的她，在相處中漸漸喜歡待人真誠又直率的刀太，但一直不願承認，總是傲嬌的否定。
第115話學會新能力「時間停止」，如果和刀太接吻的話就會發生時間停止的情況，只要不再次接吻的話時間永遠維持在停止狀態；第117話亦因這緣故曾無法與刀太簽下暫訂契約。第156話刀太使用另一個暫定契約的魔法APP，使兩人的肚子上出現魔法陣，在達成相連3個小時後完成暫訂契約。
第133話中因為被宮崎和香讀心而被迫說出心聲向刀太告白。
悠久者之屋的人都認為桐衣應該與刀太交往，但是桐衣一直不願意。
雖然尚不知道教育程度，但平常的表現及言論相當具有知識水準，也曾在第136話教過刀太男女性教育。
平時透過電腦進行股票交易賺了不少錢，但也曾出現過一口氣賠了3億的情況。
第169話得知目前已經失踪了40年之久。
於43年前的冥王星決戰中，與業魔十二諸侯亞雷普多的心腹亞卡莉戰成平手，至此銷聲匿跡。
第184話得知她在決戰中被帶到了2021年沒有魔法的平行地球，之後她根據早年的經驗取得不老秘藥「仙桃」交給達娜作為代價，由此得以返回原本的世界，但她已經失去了不老不死的能力，現在是名大學生。
第184話中，再次遇見刀太，並對刀太表明心意，在兩願情況下發生性關係。
第192話中證實現時已安詳地逝世。
| 不死能力 | 可以重來的人生（曾擁有） |
| 不死特性 | 以設定存檔點的方式，在自身身體死亡後擁有時光倒流的能力，能把意識與記憶帶回到過去。 回溯時間時有接觸到他人，也可以把對方的記憶一起帶回到過去，且任何傷勢或狀態都會回溯到當時的情況。 存檔點的設置分成「MBS」和「MFS」兩種，前者是只有精神與記憶會回到存檔點的時間，後者則是連碰觸者的身體位置都會強制移動到存檔點設置的地點。 |
| 弱點     | 如果存檔點被人破壞的話仍能發動能力，但回溯的時間點無法掌握，據推測很可能會回到當初獲得能力的時候。 |
| 來歷     | 不明 |
| 不老能力 | 崑崙山的仙桃（曾擁有） |
| 不老特性 | 吃下後可以停止年齡增長 |
| 來歷     | 由於「可以重來的人生」只有不死的能力，不具有不老的特性，故而在獲得「可以重來的人生」的能力之後，利用該能力尋找不老的方法，後來在崑崙山找到碩果僅存的最後一顆仙桃。 |
No.10 飴屋一空（Ameya Ikkuu，聲-日：柿原彻也；臺：何志威）
外表是年紀比刀太稍長的青年，法律年齡85歲，精神年齡13歲，外貌年齡24歲。在其13歲的時候陷入昏迷狀態，之後72年在病床上度過，所以法律上是85歲、內心是13歲、自己設定是24歲。實力相當強，主要武器為雙手、身體、外掛在內的槍械，能用科技的力量飛在空中。是刀太進來之前的新人。
| 不死能力 | 全身義肢化                                                               |
| 特性     | 全身用機械構造的機器人。意識電腦化的知性體，身體年齡可隨更換軀體而改變。 |
| 弱點     | 原来的肉体并非不老不死，只要肉体的岁月老去或受到任何伤害便会死去。       |
| 來歷     | 不明                                                                     |
No.11 時坂九郎丸
參見主角群。
| 不死能力 | 咒式不死化                                                                                            |
| 特性     | 屬於超再生能力，只要本體意識到缺少的部位，就會馬上再生。 例如：手臂被砍下來離開身體了，就會馬上再生。 |
| 弱點     | 不明                                                                                                  |
| 來歷     | 經過兄長以符咒改造而成。                                                                              |
No.12 佐佐木三太（Sasaki Santa）
外表是長頭髮、身高略矮的少年。2065年出生，死於2078年。天之御柱學園的學生，於天之御柱學園殭屍危機事件後加入悠久持有者，是最新加入的新人。
過去被欺凌而變成繭居族，去世後雖然本人以為自己還活者，其實已死亡化為幽鬼。具備相當高超的電腦駭客能力，在悠久持有者到天之御柱學園時就得到了所有人（夏凛、一空、九郎丸、刀太）的經歷與身體資料。
起初討厭刀太，認為刀太也會像其他人一樣欺凌自己，但逐漸被刀太的熱情影響，最後與刀太成為朋友；在小夜子暴走後，挺身而出幫助遇到危機的學生，並在最後說服小夜子，阻止了危機。
與刀太締結暫訂契約（156話）。
第169话得知目前已经被封印在土藏像里40年之久，後來通過刀太的力量成功解除封印。
| 不死能力 | 死靈術式的幽魂 |
| 特性     | 憑藉個人意念來控制是否呈現幽靈狀態，物理攻擊及大部分魔法攻擊皆無效。 獲得穿透人體與物質、自力飛行、念動力與一體同化的能力，以上都是幽靈特有的現象。 |
| 弱點     | 遇到聖、光之類的屬性，會立地成佛。 |
| 來歷     | 水無瀨小夜子 |
巴薩苟（Vasago，聲-日：代永翼；臺：正昌）
悠久持有者的幹部，尊稱雪姬為「女主人」〔〕。
善鬼（Zenki，聲-日：岩城泰司）
悠久持有者的一般職員，對刀傷有一定的不死耐性。
阿三（Sabu，聲-日：烏田裕志；臺：何志威）
悠久持有者的一般職員，對槍傷有一定的不死耐性。

### 敵對相關者

#### 民間軍事保全公司「力之手」
瓦礫行（Demolition man）
力之手派遣的傭兵之一，光頭肌肉男，全身義體化的生化人，擁有「射出壓縮空氣」、「複合型魔法障壁」、「武器收納box」等魔法app（魔法应用程式）。只要能拿到錢，什麼都肯做，下手毫不留情。起初認為夏凛只是用比較值錢的武器來戰鬥，瞧不起夏凛，但被夏凛先嘲諷、後以強大的實力擊敗。戰敗後被士音說是力之手最弱的成員。
南雲士音（Nagumo Shion，聲-日：黑田崇矢；臺：于正昌）
力之手派遣的傭兵之一，是一名雙眼皆盲的不死獵人，左手是義手。刀法極為高段，是居合劍士。在2065年與一群不死獵人把最可怕的不死者「起源魔法師」（始まりの魔法使い）逼進火星地表的「深夜迷宮」（夜の迷宮），被起源魔法師從異界召喚來的惡魔斷了左手，苦戰後得到被雪姬稱為「小弟」的「某個男人」（涅吉）的幫助才逃脫。曾在與夏凛對戰時，把夏凛瞬間傳送至月球地表。原本在灰斗戰敗後就打算撤退，但隨即收到委託人電話命令便決定帶走傷重的刀太，被悠久持有者的增援阻止而作罷。
灰斗（Kaito，聲-日：石川英郎；臺：林谷珍）
力之手派遣的傭兵之一，能變化成狼人的人狼族好戰格鬥家，在與刀太對戰前也是教刀太瞬動術的好人，跟刀太感情不錯。為了執行任務變成狼人後與刀太對戰，通曉吸血鬼封印術，以吸血鬼封印術「十字封棺」（十字封棺）封印刀太，被黑暗魔法覺醒的刀太擊敗，最後在與刀太比腕力輸掉後完全認輸。
超星仔（Chao Xinzqai，聲-日：逢坂良太；臺：何志威）
力之手派遣的傭兵之一，操縱影之精靈的魔法師，左眼戴眼罩，具備變態屬性。與夏凛對戰時，說明自己熟知夏凛的過去且對夏凛的無敵能力感興趣，以折磨夏凛為一大樂事，被夏凛以神聖之光擊敗。在刀太一行人遇到菲特前，因好奇而去偷襲桐衣。

#### 世界救世軍「白之翼」
菲特·亞維路克斯（Fate Averruncus，聲-日：石田彰；臺：于正昌）
《魔法老師》中登場過。號稱太陽系世界最強的土系魔法師，實力和雪姬不相上下，對刀太有異常的執念。認為雪姬並不是夥伴而是騙子。
在桐衣回溯前的記憶中，瞬間就以強大的實力擊敗所有迎擊的悠久持有者，並強行帶走遭到分成數塊的刀太。回溯後與初次見面的刀太談判，要求刀太加入自己那一方，被拒絕後雖說沒有瞬間擊敗悠久持有者們，但還是以壓倒性的實力占上風，在悠久持有者們即將戰敗前被桐衣偷襲觸摸成功且回溯到仙境館。雖不明白回溯的道理，但還是在仙境館與雪姬戰鬥；戰鬥中斷後與雪姬妥協，回答悠久持有者們的問題後離開。
第113話因为近衛两姐妹的关系，自己去找近衛两姐妹而阻止她们。
第114話说明20年前起雪姬想將起源魔法師連同涅吉一同除掉，但是他不能接受而敌对雪姬，反而认为一定要利用刀太的力量才能救涅吉。
第128話因为涅吉的来临而去见他并帮助刀太一行人对付拉坎一行人。
第132話使用招术来把他、刀太、雪姬还有涅吉的灵魂离开他们的身体，趁这机会与涅吉谈谈打败起源魔法师的方法，并劝涅吉加入他的“人类长身不老不死计划”来救世界，但是涅吉拒绝并说方法只有把自己给杀了。
第192話中，在雪姬的靈魂被斬成12萬個碎片后，便與涅吉以及3年A班的學生們移居到「忍之星」度過餘生。
祝月詠（Iwai Tsukuyomi，聲-日：釘宮理恵；臺：許淑嬪）
白之翼的神鳴流劍士，全身機械化的改造人，講京都方言。《魔法老師》中登場過。過去是一個心理極為扭曲的劍士，以虐待同為神鳴流劍士的櫻咲剎那為樂。實力相當強，偷襲一空導致其重傷。
牛冷娑婆（Gyurei Shaba，聲-日：梅津秀行；臺：林谷珍）
白之翼的契約成員，身材魁梧的比丘，武器是錫杖。
阿斯拉·祖（Asura Tu，聲-日：沢城千春；臺：林谷珍）
白之翼的六刀流劍士，跟九郎丸一樣出身於火星上的亞種人。
近衛帆乃香（Konoe Honoka）
涅吉的学生近卫木乃香的孙女，白之翼的契約成員，外貌和木乃香很像，很想见刀太。
第112话趁着刀太没有留意的情况下攻击他，并称呼刀太为哥哥，然后对着刀太说其实雪姬是想把涅吉给杀死。之后被札吉抓走并成为刀太的部下。
第185話從冷凍睡眠中甦醒，與刀太一行人一同進行決戰。
第192話中，在雪姬的靈魂被斬成12萬個碎片后，與奶奶們、涅吉以及3年A班的學生們移居到「忍之星」度過餘生，并生下子孫。現時已安詳地逝世。
近衛勇魚（Konoe Isana）
疑似樱咲刹那的孙女，外貌和刹那很像，稱呼帆乃香為大小姐。白之翼的神鳴流劍士，很想见刀太。
第112话趁着刀太没有留意的情况下攻击他，并称呼刀太为哥哥。之后被札吉抓走并成为刀太的部下。
第185話從冷凍睡眠中甦醒，與刀太一行人一同進行決戰。
第192話中，在雪姬的靈魂被斬成12萬個碎片后，與奶奶們、涅吉以及3年A班的學生們移居到「忍之星」度過餘生，并生下子孫。現時已安詳地逝世。

#### 完全世界结社
起源魔法师（Mage of the Beginning，聲-日：甲斐田裕子；臺：黃珽筠）
本名为尤達·巴歐托，拯救世界的代行者，為了阻止魔法無效導致世界走向終結，成立了結社「完全的世界」，菲特曾經是她的手下。也是《魔法老師》中的最终头目。因为一直吸收着人类所发出的悲伤和愤怒的负能量，從中醒悟拯救世界的使命，不死能力是精神憑依，所以才能一直活到现在。在700年前她將雪姬变成吸血鬼，并自称是雪姬的母亲。在60年前涅吉等人試圖攻略她失利。在20年前涅吉試圖以尤達之手犧牲自己並解決她，但最後沒能成功且被抓走。到了本作的時代，涅吉報名参加麻帆良武道会。第112话和涅吉在宇宙的塔出现，但是一会儿就消失，札吉说明其实涅吉被她控制到连肉体、招术和意识都已经同化。第129话当知道刀太对涅吉和雪姬的过去的看法时与阿尔比雷欧一起攻击刀太和雪姬，并对着刀太说无论他们怎麽做都改变不到他和雪姬的命运。183話得知她現時附身在雪姬身上。
第192話中，通過刀太、九郎丸、涅吉與明日菜的聯合攻擊使得她與雪姬的靈魂被斬成120亿個碎片便消失。一萬兩千年後通過雪姬的身體一起復活，由於現時地球上的人類已經不再擁有悲伤和愤怒便不再打算實行「完全世界」計劃。
涅吉·史普林菲尔德（Negi Springfield，聲-日：佐藤利奈；臺：林美秀）
前作《魔法老师》男主角。与父亲纳吉一样被称为千咒之王的魔法师，刀太的外祖父。由於擁有「金星的黑色」的能力，從某個意義來說算得上是起源魔法師的後代。第65话与纳吉一同出现，疑似被起源魔法师所控制。第112话在宇宙的塔出现，但是一会儿就消失，样子看起来很痛苦。第114話菲特说明20年前他为了消除起源魔法师而拜托雪姬和菲特把自己给杀掉，但是菲特不能接受这个理由，所以不再与雪姬合作，反而认定雪姬是敌人。
第119話因被起源魔法师控制的20年間試圖維持自我而感到痛苦，和香和夕映出现并劝他不要再忍耐，然后就与拉坎他们一起前住地球。第125话出现在刀太面前。第126话在刀太面前使用与小夜子一样的怨灵传播怨念打算攻击，但是突然间打喷嚏起来把所有人的衣服给破裂，之后拉坎、阿尔、和香还有夕映出现在面前保护他并对着雪姬说“好久不见了，师傅，我是起源魔法师”。第127话对着雪姬拥抱並向她说出甜蜜话语，試圖迷惑雪姬再杀掉她，但隨后被刀太阻止。
第132話菲特使用招术將自己、刀太、雪姬还有涅吉的灵魂脫離他们的身体，使他暫時脫離控制以少年时期的形态登场。菲特趁这机会与他谈起打败起源魔法师的方法，提出以“人类长身不老不死计划”来救世界，但他回答執行這個方法仍得把他给杀了。當他与自己的孙子刀太交談時希望對方走上与他同样的道路並让他得知“答案”。当雪姬拥抱他的时候，他很后悔的对着她说他救不到他的父亲和沒能遵守约定把父亲找回来。当灵魂回到自己的身体时，被起源魔法师使用暗之魔法“雷天大壮”来一口气把雪姬与菲特给打败，并打算要把刀太给杀掉，但因明日菜分身的介入而一同離去。
第189话被刀太利用自己所留下来的笔记逃脱起源魔法师的控制，与自己的子孙一起拯救雪姬以及整个世界。
第192話中，在雪姬的靈魂被斬成120亿個碎片后，便與父親納吉以及3年A班的學生們移居到「忍之星」度過餘生。現時已安詳地逝世。
杰克·拉坎（Jack Rakan，聲-日：小山力也；臺：林正騏）
纳吉的同伴也是“红色之翼”成员之一，被夏凛说在曾经的战斗中已经牺牲性命的四名战士之一，拥有“千刀拉坎”这个称号。《魔法老師》中登場過。至于为何还活着和外貌完全没有衰老的迹象，则不得而知。
第119话因为在被起源魔法师控制的20年里涅吉实在太痛苦而出现并劝涅吉不要再忍住，然后就前住地球。第126话与阿尔、和香还有夕映出现在涅吉面前保护他并打算与雪姬她们对战。第127话为了阻止2个刀太攻击涅吉而出挡住刀太的攻击，然后把2个刀太的头给斩下，并认为刀太的实力满不错。第132话一口气把夏凛给打败。
第148话里的回忆影像中得知他之所以会成为起源魔法师的部下是因为被起源魔法师的能力感染并被起源魔法师控制中。
第191話中通過涅吉的道具成功逃脫起源魔法师的控制。
阿尔比雷欧·伊马（Albireo Imma，聲-日：小野大辅；臺：何志威）
纳吉的同伴也是“红色之翼”成员之一，被夏凛说在曾经的战斗中已经牺牲性命的四名战士之一，被称为“千种面孔的读书馆管理员”，真实年龄不详不过年纪比雪姬要大。《魔法老師》中登場過。刀太的重力剑是由他自己亲手制造出来，20年前帮助涅吉等人把起源魔法师给打败，之后下落不明。第119话因为在被起源魔法师控制的20年里涅吉实在太痛苦而出现并劝涅吉不要再忍住，然后就前住地球。第126话与拉坎、和香还有夕映出现在涅吉面前保护他，并打算与雪姬她们对战。第128话为了让刀太了解真相和做出选择，而把他的灵魂送到涅吉过去的回忆里。第129话将涅吉的过去全部告诉给刀太，当知道刀太对涅吉和雪姬的过去的看法时与起源魔法师一起攻击刀太和过去的雪姬。
第148话里的回忆影像中得知她之所以会成为起源魔法师的部下是因为被起源魔法师的能力感染并被起源魔法师控制中。
第191話中通過涅吉的道具成功逃脫起源魔法师的控制。
宫崎和香（Miyazaki Nodoka，聲-日：能登麻美子；臺：陳筱寧）
涅吉的学生，被夏凛说在曾经的战斗中已经牺牲性命的四名战士之一，被称为“读心术书全觉的和香”。《魔法老師》中登場過。至于为何还活着和外貌完全没有衰老的迹象，则不得而知。
第119话因为在被起源魔法师控制的20年里涅吉实在太痛苦而出现并劝涅吉不要再忍住，然后前住地球并说为了拯救世界。第126话与拉坎、阿尔还有夕映出现在涅吉面前保护他并打算与雪姬她们对战。第127话与夕映使用契约道具来查出刀太的身世，说出刀太是改变世界的“锁匙”并劝他应该要加入她们。第132话从涅吉与刀太的谈话中疑似与纳吉一样被起源魔法师所控制。
第148话里的回忆影像中得知他之所以会成为起源魔法师的部下是因为被起源魔法师的能力感染并被起源魔法师控制中。
第191話中通過涅吉的道具成功逃脫起源魔法师的控制。
第192話中，在雪姬的靈魂被斬成120亿個碎片后，便與涅吉以及其他3年A班的學生們移居到「忍之星」度過餘生，并生下子孫。現時已安詳地逝世。
绫濑夕映（Ayase Yue，聲-日：桑谷夏子；臺：許淑嬪）
涅吉的学生，被夏凛说在曾经的战斗中已经牺牲性命的四名战士之一，被称为“魔法侦探全知的夕映”。《魔法老師》中登場過。曾经在2015年的麻帆良武道會与古菲一起得到冠军。至于为何还活着和外貌完全没有衰老的迹象，则不得而知。
第119话因为在被起源魔法师控制的20年里涅吉实在太痛苦而出现并劝涅吉不要再忍住，然后前住地球并说为了拯救世界。第126话与拉坎、阿尔还有和香出现在涅吉面前保护他并打算与雪姬她们对战。第127话与和香使用契约道具来查出刀太的身世，说出刀太是改变世界的“锁匙”。第132话从涅吉与刀太的谈话中疑似与纳吉一样被起源魔法师所控制。
第148话里的回忆影像中得知她之所以会成为起源魔法师的部下是因为被起源魔法师的能力感染并被起源魔法师控制中。
第192話中通過涅吉的道具成功逃脫起源魔法师的控制。
第192話中，在雪姬的靈魂被斬成120亿個碎片后，便與涅吉以及其他3年A班的學生們移居到「忍之星」度過餘生，并生下子孫。現時已安詳地逝世。
泰納·维達（Tena Vita，聲-日：前田玲奈；臺：許淑嬪）
称呼刀太为「哥哥」的病娇少女，魔法魔术研究所制作的第17号实验体，通称为卡德拉絲（カトラス）；由於擁有「金星的黑色」的能力，從某個意義來說算得上是起源魔法師的後代。她恨這個世界，自承身邊每天都有小孩死掉，她对刀太有很深的怨念，认为刀太是劣化的复制产物。拥有神乐坂明日菜「破魔之剑」的复制品，实力凌驾于刀太之上，初次交手便把刀太吊打至半死，能无伤擋下九郎丸的“真·雷光剑”。后在九郎丸、桐衣、三太的联手围攻下退去，留下战书希望与刀太在麻帆良武道会再次交手。
第118话中札吉说明她可能拥有停止时间的能力。第124话趁着刀太和桐衣停止时间的时候再次出现在他们面前，然后一边与刀太战斗，一边等待涅吉到达刀太他们的所在地。第126话涅吉出现之后就与拉坎他们一起对付刀太他们。
第131話使用曾是《魔法老師》曆的契約卡道具時間迴廊，因未知緣故落到卡德拉絲手上，亦未知與誰假定契約、道具種類有限張數等。从第148话中来看，似乎是从起源魔法师杀死曆之后得到。
第145話破壞桐衣的存檔點并拿她來當人質，讓刀太進入苦難，但不久被雪姬殺死。第146話當她被雪姬殺死后把刀太進入到幻想世界中，嘲笑他所做的行為，并慶幸自己非不死身，在刀太離開幻想世界之前展現出悲傷的表情。
杜納米斯（Dynamis）
「完全的世界」的元老成員，在160年前與紅色之翼戰鬥後唯一倖存的「完全的世界」成員。
第183话中得知目前已经被起源魔法师解除封印并重获自由。
第189话利用巴爾的身体把完全世界结社的所有成员一次过给传送过去对付刀太等人。
近卫木乃香（Konoe Konoka，聲-日：野中蓝）
帆乃香与勇鱼的奶奶，涅吉的学生。《魔法老師》中登場過。与刹那是小时候在京都认识的青梅竹马，关系很像君主与臣下，更是知心的好朋友。至于为何还活着和外貌完全没有衰老的迹象，则不得而知。
第129话以回忆的形象出场。
第183话中得知目前已经被起源魔法师所控制。
第191話中通過涅吉的道具成功逃脫起源魔法师的控制。
第192話中，在雪姬的靈魂被斬成120亿個碎片后，便與涅吉以及其他3年A班的學生們移居到「忍之星」度過餘生，并生下子孫。現時已安詳地逝世。
樱咲刹那（Sakurazaki Setsuna，聲-日：小林优）
帆乃香与勇鱼的奶奶，涅吉的学生。《魔法老師》中登場過。乌鸦族与人类的混血儿，与月咏一样也是神鸣流剑士。与木乃香是小时候在京都认识的青梅竹马，关系很像君主与臣下，更是知心的好朋友。至于为何还活着和外貌完全没有衰老的迹象，则不得而知。
第129话以回忆的形象出场。
第183话中得知目前已经被起源魔法师所控制。
第191話中通過涅吉的道具成功逃脫起源魔法师的控制。
第192話中，在雪姬的靈魂被斬成120亿個碎片后，便與涅吉以及其他3年A班的學生們移居到「忍之星」度過餘生，并生下子孫。現時已安詳地逝世。
長谷川千雨（Hasegawa Chisame，聲-日：御堂ダリア）
涅吉的学生。《魔法老師》中登場過。至于为何还活着和外貌完全没有衰老的迹象，则不得而知。
第138话到140話以平行世界回憶影像的形象登場，得知涅吉在畢業典禮後拒絕了和香及夕映的告白並向她告白，但卻被千雨拒絕而讓涅吉受到打擊，而第140話中正式畫出她和涅吉結婚的場面。
第148话在本作世界线回憶影像中則是她为了保护涅吉被起源魔法师杀死而牺牲自己的性命。
第183话中得知目前还活着而且已经被起源魔法师所控制。
第191話中通過涅吉的道具成功逃脫起源魔法师的控制。
第192話中，在雪姬的靈魂被斬成120亿個碎片后，便與涅吉以及其他3年A班的學生們移居到「忍之星」度過餘生，并生下子孫。現時已安詳地逝世。
依文洁琳·A·K·麦道威尔
刀太被封印后的40年之间曾经試圖照着涅吉的做法以尤達之手犧牲自己並解決起源魔法师，但最後沒能成功且被抓走，被起源魔法师控制着，参见主角群。
神乐坂明日菜
其投射的化身為了幫助悠久持有者爭取時間，被起源魔法师控制着，後來通過涅吉的道具成功逃脫起源魔法师的控制。参见魔法老师角色。

### 天照工業公司
世界級企業，總公司設在天之御柱頂端，2088年麻帆良武道會主辦單位 ，刀太是本公司機密實驗室所生的涅吉克隆體產物。

### 武道會相關者
摩襦波襦古兰（Morborgran）
《魔法老師》中登場過。出身于地下火星，是麻帆良武道會A级男性参赛者，之后在刀太等人接受达娜的训练的时间中成为S级，目前还没有找到能够认真起来的挑战者。在第二次与刀太在麻帆良武道會的争斗中想起和涅吉争斗的日子，觉得刀太很像涅吉。
卡莲·达（Karen Da）
出身于地下火星，是麻帆良武道會A级女性参赛者，之后在刀太等人接受达娜的训练的时间中成为S级，曾经在地下火星的大赛中获得几次冠军。
隆克蕾·辅（Sacre To）
出身于地下火星，是麻帆良武道會A级女性参赛者，之后在刀太等人接受达娜的训练的时间中成为S级，曾经在地下火星的大赛中获得几次冠军。
格洛利亞·奇夫（Gloria Chief）
皮肤黝黑、戴着太阳眼镜和黑色手套的男子，出身于奈及利亞，是麻帆良武道會A级男性参赛者，之后在刀太等人接受达娜的训练的时间中成为S级，DAMBE的格斗技高手。
马克贝·隆斯丁（Macbe Sustain）
出身于小行星带，是麻帆良武道會A级男性参赛者，之后在刀太等人接受达娜的训练的时间中成为S级。
欧卡（Ogre）
出身于地下火星，是麻帆良武道會A级男性参赛者，之后在刀太等人接受达娜的训练的时间中成为S级。
美蕾迪斯（Meredith）
出身于地下火星，是麻帆良武道會A级女性参赛者，之后在刀太等人接受达娜的训练的时间中成为S级。

### 刀太相關者
橘老師（Tachibana，聲-日：小松史法；臺：于正昌）
刀太故鄉中學的一名教師，眼鏡男，真實身分是賞金獵人。他在校潛伏六個月才襲擊雪姬，利用刀太及其四個朋友使計（送一只魔法禁止的手環給雪姬）讓雪姬無法使用魔法反擊，斬斷雪姬的四肢，砍刀太的左手，刺穿刀太的心臟，還想把刀太的四個朋友都殺了以滅口。最終被重生的刀太擊敗。
田中肉丸（Tanaka Nikumaru，聲-日：堀井茶渡；臺：于正昌）
阿蘇郡中學與刀太在內五人組其中一人。
擅長料理。
三橋徹（Mitsuhashi Tooru，聲-日：榎木淳弥；臺：何志威）
阿蘇郡中學與刀太在內五人組其中一人。
擅長唱歌。
在刀太被封印后的40年之间因为受到起源魔法师解放出来的病毒感染而去世。
白石（Shiraishi，聲-日：永野由祐；臺：何志威）
阿蘇郡中學與刀太在內五人組其中一人。
擅長編寫小說。
在刀太被封印后的40年之间因为受到起源魔法师解放出来的病毒感染而去世。
野和（Nowa，聲-日：新井良平；臺：林正騏）
阿蘇郡中學與刀太在內五人組其中一人。
擅長機器處理。
近衛神鐵（Konoe Jintetsu）
刀太的父親。2084年，在郊外與妻子一同死亡，死前請雪姬收養刀太。
近衛遙（Konoe Haruka，聲-日：清水はる香；臺：林美秀）
刀太的母親，與近衛木乃香相當像。2084年，在郊外與丈夫一同死亡，死前請雪姬收養刀太。

### 魔法老师角色
涅吉·史普林菲尔德
前作《魔法老师》男主角。参见完全世界结社。
依文洁琳·A·K·麦道威尔
涅吉的学生和师傅，为吸血鬼，参见主角群。
菲特·亚维路克斯
号称太阳系世界最强的土系魔法师，参见世界救世軍「白之翼」。
祝月咏
白之翼的神鸣流剑士，参见世界救世軍「白之翼」。
起源魔法师
《魔法老师》中的最终头目。参见完全世界结社。
杜納米斯
起源魔法师的部下之一，参见完全世界结社。
杰克·拉坎
“红色之翼”成员之一，参见完全世界结社。
阿尔比雷欧·伊马
“红色之翼”成员之一，参见完全世界结社。
宫崎和香
涅吉的学生，为读心术书，参见完全世界结社。
绫濑夕映
涅吉的学生，为魔法侦探，参见完全世界结社。
近卫木乃香
涅吉的学生，刹那的青梅竹马，参见完全世界结社。
樱咲刹那
涅吉的学生，木乃香的青梅竹马，参见完全世界结社。
長谷川千雨
涅吉的学生，为涅吉暗恋着的女人，参见完全世界结社。
摩襦波襦古兰
盗贼群成员之一，麻帆良武道会A级男性参赛者，参见武道會相關者。
龍宮真名（Tatsumiya Mana，聲-日：佐久间未帆；臺：詹雅菁）
天之御柱學園代理校長，涅吉的学生。《魔法老師》中登場過。皮膚黝黑，三圍傲人。為半魔族，雖非不死之身，但較一般人長壽。武器是雙手手槍與狙擊槍，《魔法老師》中曾使用大量硬幣來戰鬥。
以刀太爺爺的朋友登場，初次與刀太見面就要求交手，以壓倒性的實力擊敗刀太；事後表示刀太的爺爺要比自己強100倍，但還是相當期待刀太的成長。
要求刀太參加一年後的麻帆良武道會，透露刀太的爺爺可能也會參加，但此事被雪姬阻止而暫時不了了之。
第112话因为麻帆良学园举行麻帆良祭会所以和雪姬和绫香一行人在3-A班集合，发现到涅吉在宇宙的塔出现，但是一会儿就消失。第114话为了从菲特手中救刀太而使用狙擊槍来射菲特。
第192話中，在雪姬的靈魂被斬成120亿個碎片后，便與涅吉以及其他3年A班的學生們移居到「忍之星」度過餘生。
纳吉·史普林菲尔德（Nagi Springfield，聲-日：子安武人；臺：林谷珍）
涅吉的父亲。《魔法老师》中登场过。被称为千咒之王的魔法师，刀太的外曾祖父。第65话与涅吉一同出现，疑似被起源魔法师所控制。
第129话以回忆的形象出场。第132话中从涅吉口中得知他现在仍被起源魔法师控制着，使涅吉为此感到伤心。
第191話中通過涅吉的道具成功逃脫起源魔法师的控制。
第192話中，在雪姬的靈魂被斬成120亿個碎片后，便與兒子涅吉以及3年A班的學生們移居到「忍之星」度過餘生。現時已安詳地逝世。
库尔特·凯德尔（Kurt Godel）
原为“红色之翼”一员，现为梅森布利纳联合元老院议员、新奥斯提亚总督。
第138话以回忆的形象出场，并得知有参与2009年涅吉与起源魔法师的大战。
亚尔贝尔·卡摩米尔（Albert Chamomile，聲-日：无；臺：林美秀）
通称“卡摩”，是一只貂妖精，同时亦是涅吉的使魔。《魔法老师》中登场过。牠早年在威尔士的草原上被捕兽夹夹伤，被涅吉救起并以魔法治愈，从此尊称涅吉为“大哥”。
在《魔法老師》的故事之後決定變身成老紳士並留下來看守京都的書庫。不過變身時還是會展現出喜歡女孩子的內褲的本性，並曾在和刀太一行人遭遇時脫下了所有女孩子的內褲。
現在的外型（貂型態）和過去相比多出了鬍子和鬢角。
第129话以回忆的形象出场。第137话以老人的形态与刀太一行人见面，与达娜一起告诉他们关于涅吉与明日菜的过去。
犬上小太郎（Inugami Kotaro）
与涅吉同年龄的少年，是来自关西地方的“狗族”人，没有父母。《魔法老师》中登场过。头上的狗耳与背后的狗尾是其特征。曾与涅吉敌对，后来住在那波千鹤及村上夏美的宿舍，化名为“村上小太郎”，成为麻帆良学园初等（小学）部学生。
第129话与第137话以回忆的形象出场。第138话得知有参与2009年涅吉与起源魔法师的大战。
茶茶零号（Chachazero）
雪姬的第一个伙伴，是一个小人偶。性格嗜血。《魔法老師》中登場過。
第129话以回忆的形象出场。第137话从卡摩中得知由于被破坏而变成个普通的小人偶，即使身体修好也依然没恢复意识。现由卡摩来保管。
第147話中因為被雪姬給予些魔力量而恢复意识，不久後與刀太們一起看主世界线的回憶影像。
神乐坂明日菜（Kagurazaka Asuna，聲-日：神田朱未；臺：林美秀）
前作《魔法老师》女主角。刀太的外祖母，真实姓名为「雅丝娜·维丝贝莉娜·戴欧塔娜西亚·艾特欧菲西雅」，涅吉的学生，真实身份是魔法世界的黄昏公主，雪广绫香的好朋友。目前还在魔法世界中沉睡。由於擁有「火星的白色」的能力，從某個意義來說算得上是起源魔法師的後代。
第128话以回忆的形象出场。第130话帮助刀太对付起源魔法师召唤出来的亡灵。第131话说明自己是透過刀太体内的火星之力走出来的分身。
第186话得知她的分身目前被起源魔法师控制着，
第191話中通過涅吉的道具成功逃脫起源魔法师的控制。
第192話中，在雪姬的靈魂被斬成120亿個碎片的4年後，便在地下火星苏醒。原本打算通過超鈴音的時光機回到2005年的日本，但是由於不能放下目前還活著的朋友們不理而留下來陪他們，產生出新的世界線。後來與「黄昏公主」的人格融合一体。與涅吉以及3年A班的學生們移居到「忍之星」度過餘生。現時已安詳地逝世。
雪广绫香（Yukihiro Ayaka，聲-日：皆川纯子；臺：林美秀）
涅吉的学生。《魔法老師》中登場過。在本作品第95话登场时已经是年龄很大的老女人，不过性格和年轻时一点都没变。
是3-A班少数几个尚在人世的角色之一，带着曾孙女霙并用契约道具传送到仙境馆。第112话因为麻帆良学园举行麻帆良祭，所以和雪姬和小夜一行人在3-A班集合。
络缲茶茶丸（Karakuri Chachamaru，聲-日：渡边明乃；臺：陳筱寧）
涅吉的学生和雪姬的从者。《魔法老師》中登場過。结合魔法与科学的机器人，一空之前在与菲特战斗时所使用的“腾空猫”是她的契约道具。
陪着绫香與霙来到仙境馆。第112话因为麻帆良学园举行麻帆良祭，所以和雪姬和绫香一行人在3-A班集合。
第191話中通過涅吉的道具成功逃脫起源魔法师的控制。
第192話中，在雪姬的靈魂被斬成120亿個碎片后，便與涅吉以及其他3年A班的學生們移居到「忍之星」度過餘生。
早乙女春奈（Saotome Haruna，聲-日：石毛佐和）
涅吉的学生，与绫濑夕映和宫崎和香的交情颇为深厚。《魔法老師》中登場過。近衛两姐妹所乘坐的中古飞船是她凭自己的力量赚钱买回来，并船成为白之翼的移动基地。
第128话以回忆的形象出场。
古菲（Ku Fei，聲-日：阿澄佳奈）
涅吉的学生，由中国来的留学生。《魔法老師》中登場過。使用中国拳法，擅长八极拳、八卦掌、形意拳等近战战斗技巧，为涅吉的武术导师。曾经在2015年的麻帆良武道會与夕映一起得到冠军
第129话以回忆的形象出场。
佐佐木莳绘（Sasaki Makie，聲-日：堀江由衣）
涅吉的学生，麻帆良学园“运动部四人组”的一员。《魔法老師》中登場過。
第43话与第129话以回忆的形象出场。
相坂小夜（Aisaka Sayo，聲-日：白鸟由里；臺：許淑嬪）
涅吉的学生。《魔法老師》中登場過。于1940年去世，得年15岁，死因是和当年发生的连环密室杀人事件有关。死后跟三太一样变成幽灵。
第112话因为麻帆良学园举行麻帆良祭，所以和雪姬和绫香一行人在3-A班集合。
札吉·雷妮蒂（Zazie Rainyday，聲-日：猪口有佳；臺：黃珽筠）
涅吉的学生。《魔法老師》中登場過。为魔族之人，同时也是魔界的公主。
是3-A班里最神秘的角色，第112话因为麻帆良学园举行麻帆良祭会，所以和雪姬和绫香一行人在3-A班集合，告诉刀太关于起源魔法师的事。第114话为了从菲特手中救出刀太而自己去对付他并召唤恶魔来帮忙打，然后对雪姬她们讲出菲特刚才所说的话。
第191話中通過涅吉的道具成功逃脫起源魔法师的控制。
第192話中，在雪姬的靈魂被斬成120亿個碎片后，便與涅吉以及其他3年A班的學生們移居到「忍之星」度過餘生。
超铃音（Chao Lingshen，聲-日：高本惠）
涅吉的学生。《魔法老師》中登場過。表面上看起来像普通人，事實上是來自平行世界的未來人。自稱是涅吉的孫女。
第192話中，收到涅吉的招呼前去幫助刀太等人一起對付起源魔法師。在雪姬的靈魂被斬成120亿個碎片的4年後，便與假冒成雪姬的刊一起迎接剛苏醒的明日菜。由於明日菜不能放下目前還活著的朋友們不理而留下來陪他們，產生出新的時間線。
栞（Shiori）
菲特的手下。《魔法老師》中登場過。擁有變形能力道具的精灵族。本名露娜。
第139话以回忆的形象出场。
第191話中通過涅吉的道具成功逃脫起源魔法师的控制。
第192話中，在雪姬的靈魂被斬成120亿個碎片的4年後，便假冒成雪姬與超鈴音一起迎接剛苏醒的明日菜，不過明日菜一眼看穿雪姬是假冒的。後来与菲特一起跟着涅吉以及3年A班的学生们移居到“忍之星”度过余生。

### 其他人物
水無瀨小夜子（Minase Sayoko）
天之御柱學園中的怨靈，外表是個可愛的高中女生。擁有跟三太一樣的超能力（穿透人體與物質、自力飛行、念動力與一體同化）。會使用相當罕見的高級黑暗魔法，也可將怨念轉換成意志來控制別人，甚至讓怨念成為類似殭屍病毒傳染到人身上。
過去因遭到欺凌而自殺，不願轉世而留在人間，吸收80年以來的自殺者所包含的怨念。起初認為三太與自己有相同的待遇而感到同情，成為三太的朋友；在三太死亡後感到相當憤怒，給予三太相同的能力。但在報復欺負三太的人後，卻引來三太的恐懼，後為了不願失去他而消除他死去前後的記憶。
隨著時間演進，小夜子本身的意志逐漸被其他怨靈的怨念感染，一步步策畫著報復所有人生勝利者的計畫。為了自己的計畫不受到悠久持有者的破壞，而在天之御柱學園中殺害許多壞學生。引出悠久持有者後一一擊敗，使用怨靈傳播怨念導致世界產生類似電影《陰屍路》的情節。能力用盡後，被三太說服放棄報仇，引發的事件則被桐衣回溯。
拉兹洛（Laszlo，聲-日：津田健次郎）
刀太在离开仙境館时遇見的中年男子，留着很大的爆炸头发型，外号为“爆炸头·The·Forever”，是魔法应用程式开发者。看上刀太的实力而跟他一起参加麻帆良武道会。
千景·雷伊（Chikage Ray）
拉兹洛的拍档，坐轮椅的年轻男子，跟拉兹洛一样也是魔法应用程式开发者。
达娜·亞南卡·賈坎娜塔（Dana Ananga Jagannatha，声-日：齐藤贵美子）
被称为“夾縫魔女”，体型丰满的吸血鬼真祖，有着令菲特亦为之胆寒的强大力量，能轻易打破雪姬的魔法壁障并施加幻术调戏。曾经养育雪姬并传授战斗技巧，后收刀太、九郎丸、桐衣與三太为徒，在其斯巴达式的训练下使四人实力突飞猛进。
巴爾（Baal）
吸血鬼真祖，外貌为留着长发的少年。在500年前曾经对付过雪姬，夏凛与甚兵衛等人而且还轻松地打败她们。后来通过尼奇缇斯的力量将其封印。在尼奇缇斯训练刀太时得知其本人已经复活并再次让七重楼与十藏服从于他。
第189話中，在被逼上絕境的時候，本來想開起通往冥王星的道路，卻反被起源魔法師當成召喚自己的媒介犧牲掉了。
時坂鬼郎丸（Tokisaka Kiroumaru，声-日：内野孝聡）
九郎丸的兄長，神鳴流的高手。
于第169话正式登场。在得知其弟弟九郎丸已经加入悠久持有者并回到火星后，与他的部下以及力之手派遣的不死獵人一起去谋杀九郎丸，不过事实上本人并不情愿。后来通过暗示要求刀太去救九郎丸。
結城忍（Yuuki Shinobu，声-日：原田彩楓；臺：陳筱寧）
刀太在旅程中遇見的少女，黑色短髮。想參加人類歷史上最大祭典「太陽系奧林匹克」〔，簡稱「新奧運」（新五輪）〕中的「環繞太陽系競速大賽」（太陽系一周・グランドレース）。起初因這個夢想過於遙遠而被同齡小孩嘲笑，失落時被刀太認同其夢想並與刀太成為朋友。似乎喜歡刀太。
第95话再次出场，因为没钱而前往仙境馆打工。
與刀太締結暫訂契約（156話）。
第192话中透露在刀太被封印后的40年之间前往宇宙并以科学家的身份在另一个星球进行开发，命名为「忍之星」。后来与刀太等人在「忍之星」重逢。现时已安详地逝世。
雪广霙（Yukihiro Mizore，声-日：鬼頭明里；臺：黃珽筠）
雪广绫香的曾孙女，雪广财阀的继承人，跟着绫香来到仙境馆并找上刀太，现在是在仙境馆里打工。
有绫香年轻时的风格。称史普林菲尔德家族是“女性杀手”一族，认为刀太是“危险人物”。喜欢刀太，表示让刀太成为自己丈夫，但是被刀太立刻拒绝。
與刀太締結暫訂契約（156話）。
第192话中透露在刀太被封印后的40年之间正式继承了雪广财阀成为理事长，与忍一起进行宇宙星系研究。由于发生一场意外而身亡，享年34岁。
春日美柑（Kasuga Mikan，聲-日：雨宮天；臺：陳筱寧）
新東京貧民區教會的修女。
推測為涅吉的學生春日美空的後裔。
明石真希奈（Akashi Makina）
涅吉的學生明石裕奈的後裔。
喵嗚修女（Sister Myao）
新東京貧民區教會的修女兼育幼院院長。
路奇（Ruki，聲-日：國立幸；臺：許淑嬪）
新東京貧民區的少年。以拾荒維生，把拾荒撿來的雙耳鍋當帽子戴。
小惠（Megu，聲-日：本泉莉奈）
新東京貧民區的少女，目擊善鬼與阿三被星仔襲擊。

## 應募活動
在《週刊少年Magazine》連載第一話時，曾發起紀念新連載的應募活動，以900日圓的郵票與應募券放入信封之中，以2013年9月11日當天的有效郵戳為憑。

## 話數列表
| 話數 | 日文標題 | 中文標題 |        |
| 第一集 | 第一集 | 第一集 | 第一集 |
| --- | --- | --- | ------ |
| Stage. 1 Stage. 2 Stage. 3 Stage. 4 Stage. 5 Stage. 6                                                                    | 美女と少年 不老不死なんて！ 仲良くできると思った 刀太の奇策 旅の休息、男のロマン 一寸先は？ | 美女與少年 不老不死這種事 我還以為能跟你成為好朋友 刀太的妙計 旅行時的休息，男人的浪漫 前途茫茫？                                                                              |        |
| 第二集 | | |        |
| Stage. 7 Stage. 8 Stage. 9 Stage. 10 Stage. 11 Stage. 12 Stage. 13 Stage. 14 Stage. 15 Stage. 16 Stage. 17               | UQホルダー リーダーの力 修行開始 重力剣 魔獣退治 初任務 負けられない 魔法アプリ 修行の成果 盲目の不死狩り 刺客襲来                                                                                                | 悠久持有者 首領的力量 修行開始 重力劍 殲滅魔獸 第一份任務 不能輸 魔法APP 修行的成果 盲目的不死獵人 刺客来襲                                                                    |        |
| 第三集 | | |        |
| Stage. 18 Stage. 19 Stage. 20 Stage. 21 Stage. 22 Stage. 23 Stage. 24 Stage. 25 Stage. 26 Stage. 27 Stage. 28            | 友達だよね？ やるしかない 鋼鉄の聖女 刀太復活 ないもの同士 刀太VS灰斗 闇の魔法(マギア・エレベア) 世界を掴む 夏凛の危機 刀太VS南雲 ナンバーズ、来る！                                                              | 我們是朋友吧？ 只能拚了 鋼鐵聖女 刀太復活 都是不完美的人 刀太VS灰斗 黑暗魔法(Magit.Erebea) 抓住世界 夏凛的危機 刀太VS南雲 編號成員，駕到！                                     |        |
| 第四集 | | |        |
| Stage. 29 Stage. 30 Stage. 31 Stage. 32 Stage. 33 Stage. 34 Stage. 35 Stage. 36 Stage. 37 Stage. 38 Stage. 39 Stage. 40  | ナンバーズ達の実力 戦いの後には 新たなナンバーズ 桜雨キリヱの正体 リセットOK! キモ刺客、再び！ 避けるべき未来 切り絵の秘策...! フェイト・アーウェルンクス 作戦決行!! 戦闘続行!! あの時                            | 編號成員的實力 戰鬥之後 新的編號成員 櫻雨桐衣的真面目 可以重來！ 噁心殺手再次出現！ 該避開的未来 桐衣的妙計 菲特・亞維路克斯 執行計畫!! 繼續戰鬥!! 那時候                      |        |
| 第五集 | | |        |
| Stage. 41 Stage. 42 Stage. 43 Stage. 44 Stage. 45 Stage. 46 Stage. 47 Stage. 48 Stage. 49 Stage. 50 Stage. 51            | 20年目の邂逅 フェイトへの質問 潜入捜査 学園都市のルール 連続殺人 超能力者 能力者VS.不死者 楽しい記憶 事件の真相 真犯人 小夜子と三太                                                                               | 睽違20年的邂逅 對菲特提問 臥底調查 學園都市的規則 連續殺人 超能力者 超能力者VS.不死者 快樂的記憶 事件的真相 真正的兇手犯人 小夜子與三太                                        |        |
| 第六集 | | |        |
| Stage. 52 Stage. 53 Stage. 54 Stage. 55 Stage. 56 Stage. 57 Stage. 58 Stage. 59 Stage. 60 Stage. 61 Stage. 62            | 襲われた街 希望はやって来る ゾンビ化 さようなら 小夜子と三太 戦闘激化 能力×空中戦 盟友として 全て終わり 九郎丸の苦悩 一層賑やかに                                                                                 | 被攻擊的城市 希望會來臨 變成殭屍 永別了 小夜子與三太 戰鬥變更激烈 能力×空戰 身為盟友 一切的結束 九郎丸的苦惱 變得更熱鬧了                                                      |        |
| 第七集 | | |        |
| Stage. 63 Stage. 64 Stage. 65 Stage. 66 Stage. 67 Stage. 68 Stage. 69 Stage. 70 Stage. 71 Stage. 72 Stage. 73 Stage. 74  | とんでもなく強ぇ姉ちゃん まほら武道会 ネギ・スプリングフィールド 関係の名前 私は家から離れて実行した場合は？ 予備 アプリ使用 襲撃者 刀太の真実 仲間思い 認識 悪夢の回避                                           | 很強的大姊 麻帆良武道會 涅吉・史普林菲爾德 有關的名字 離家出走之後 預備 使用應用程式 襲撃者 刀太的真實 關心夥伴 認知 迴避惡夢                                                  |        |
| 第八集 | | |        |
| Stage. 75 Stage. 76 Stage. 77 Stage. 78 Stage. 79 Stage. 80 Stage. 81 Stage. 82 Stage. 83 Stage. 84 Stage. 85            | トーナメント戦 昨日の敵は今日の師 貴族の強さ 狭間の魔女と雪姫 スパルタ修行 一歩前進 修行の意味 難すべての周り 眠り姫 キティの希望と絶望 何年過ぎても会いたかった                                                  | 淘汰賽 昨日的敵人是今天的師父 貴族的實力 夾縫魔女與雪姫 斯巴達式修行 往前邁進一步 修行的含意 大家都很辛苦 睡美人 凱蒂的希望與絶望 不管過了幾年，還是想要見面                   |        |
| 第九集 | | |        |
| Stage. 86 Stage. 87 Stage. 88 Stage. 89 Stage. 90 Stage. 91 Stage. 92 Stage. 93 Stage. 94 Stage. 95 Stage. 96            | 縮まったり遠のいたり 約束を果たすため キリヱの能力、炸裂。 強すぎる敵の倒し方 修行の成果 一難倒して、また一難 驚きの再会 過去で会えたら 追い求める影 騒がしさがやって来る 刀太の叫び                              | 拉近距離，拉遠距離 為了履行約定 桐衣的能力、爆發！ 打倒超強敵人的方法 修行的成果 一山還有一山高 驚人的重逢 如果在過去見了面 追尋的影子 騷動來臨 刀太的吶喊                     |        |
| 第十集 | | |        |
| Stage. 97 Stage. 98 Stage. 99 Stage. 100 Stage. 101 Stage. 102 Stage. 103 Stage. 104 Stage. 105 Stage. 106 Stage. 107    | 突然のお客様 いらっしゃいませ、お客様 熱戦・激戦 裸の突き合い 九郎丸くんの苦労 女装九郎丸、デートする 守りたい？ 守られたい？ 焦りと油断、禁物 時間停止で２人きり 一緒に寝て 一言申す                             | 突如其然的訪客 客官，歡迎光臨 熱戰、激戰 光溜溜的相爭 九郎丸的辛勞 男扮女裝的九郎丸，前去約會 想保護?想被保護? 不可焦急與大意 時間停止造成兩人獨處 陪我睡覺 有話要說           |        |
| 第十一集 | | |        |
| Stage. 108 Stage. 109 Stage. 110 Stage. 111 Stage. 112 Stage. 113 Stage. 114 Stage. 115 Stage. 116 Stage. 117 Stage. 118 | チャラ男出現 素直は危険 雪姫の告白 まほら武道会会場入り 麻帆良学園３－Ａの生徒達 強引にいきましょう ネギのために 思考停止。 色々停止解決法 発動条件は。 敵方の正体                                                | 花花公子現身 坦率是種危機 雪姬的告白 前往麻帆良武道會會場 麻帆良學園的三年A班的同學們 用強硬的手段 為了涅吉 思考停止。萬物也停止。 解決方法 使出來的條件。 敵人的真面目        |        |
| 第十二集 | | |        |
| Stage. 119 Stage. 120 Stage. 121 Stage. 122 Stage. 123 Stage. 124 Stage. 125 Stage. 126 Stage. 127 Stage. 128            | 刀太とキリヱはどっちなの？ スピーダーで三つ巴 スピーダーですぽぽぽん みぞれの想い人ですもの！ 三つの刀太の願い！ そうやって決まります！！ 時間停止能力者・カトラス すべては始まり お久しぶりです 我ら UQ HOLDER！ | 刀太與桐衣想怎麼做? 三強鼎立的機車賽 在競速機車賽中脫光光 因為是小霙愛上的人! 三個刀太的心願! 就是這樣決定的! 具備停止時間能力的卡德拉絲 一切的起源 好久不見 我們是悠久持有者! |        |
| 第十三集 | | |        |
| Stage. 129 Stage. 130 Stage. 131 Stage. 132                                                                              | 刀太とネギ 卑劣な攻撃 姫御子の願いと策 ネギ救出作戰 | 刀太與涅吉 卑鄙的攻擊 公主的願望與策略 涅吉救出作戰 |        |
| 第十四集 | | |        |
| Stage. 133 Stage. 134 Stage. 135 Stage. 136                                                                              | 長き37秒 久しぶり 甚兵衛の能力炸裂パニック！ オトナの階段を駆け上がれ | 漫長的37秒 好久不見了 甚兵衛的能力炸裂大混亂 爬上大人的階梯 |        |
| 第十五集 | | |        |
| Stage. 137 Stage. 138 Stage. 139 Stage. 140                                                                              | あの日の決意 決死の告白 父と息子の邂逅 ヨルダとの決着 | 那一天的決心 死決的告白 父親與兒子的邂逅 與亞大的決戰 |        |
| 第十六集 | | |        |
| Stage. 141 Stage. 142 Stage. 143 Stage. 144                                                                              | 夢に向かって 憎しみから生まれたもの 人間以上の力をもって １万人救出作戦 | 朝夢想前進 朵育自憎恨之物 超越人類的力量 一萬人救出作戰 |        |
| 第十七集 | | |        |
| Stage. 145 Stage. 146 Stage. 147 Stage. 148                                                                              | 百万人か。千人か。キリヱか。 命の残機、放出 メモリー 運命の分かれ道 | 百萬人、千人、桐衣 生命殘機，放出 記憶 命運的分歧點 |        |
| 第十八集 | | |        |
| Stage. 149 Stage. 150 Stage. 151 Stage. 152                                                                              | 世界を救う英雄は 選択とは、分かれ道 告白します。 神の愛 | 拯救世界的英雄將要—— 選擇就是分岔路 我要告白 神之愛 |        |
| 第十九集 | | |        |
| Stage. 153 Stage. 154 Stage. 155 Stage. 156                                                                              | 魔法使い共 魔王誕生の軌跡 神と意地の張り合い 永い永い3時間 | 魔法師們 魔王誕生的軌跡 與神拼毅力 無比漫長的三小時 |        |
| 第二十集 | | |        |
| Stage. 157 Stage. 158 Stage. 159 Stage. 160                                                                              | 最初の獲物（ターゲット） ナンバー8 切り札の正体（ネタ） UQホルダーvs.UQホルダー | 第一個目標 No.8 王牌的真相 悠久持有者VS悠久持有者 |        |
| 第二十一集 | | |        |
| Stage. 161 Stage. 162 Stage. 163 Stage. 164                                                                              | 強さの底 イレカエ 不死人同士 結集 | 強悍的底線 替換 不死身同志 集結 |        |
| 第二十二集 | | |        |
| Stage. 165 Stage. 166 Stage. 167 Stage. 168                                                                              | 人間が好き 祝杯 新オスティア 幸せのかたち | 喜歡人類 舉杯慶祝 新奧斯提亞 幸福的形式 |        |
| 第二十三集 | | |        |
| Stage. 169 Stage. 170 Stage. 171 Stage. 172                                                                              | 不死狩り 不死祓い 不死の怪物 不死狩りの神刀 | 不死獵人 拔除不死 不死的怪物 不死獵人的神刀 |        |
| 第二十四集 | | |        |
| Stage. 173 Stage. 174 Stage. 175 Stage. 176                                                                              | 地獄の特訓 みぞれとしのぶ 2131年 痛み | 地獄般的特訓 小霙與小忍 2131年 痛楚 |        |
| 第二十五集預定 | | |        |
| Stage. 177 Stage. 178 Stage. 179                                                                                         | 最後の一人 40年の遅刻 アカシャの天輪 | 最後一位 遲到40年 阿卡夏天輪 |        |

## 出版書籍
| 卷數 | 講談社         | 講談社                                                            | 東立出版社     | 東立出版社             |
| 卷數 | 發售日期       | ISBN                                                              | 發售日期       | ISBN                   |
| ---- | -------------- | ----------------------------------------------------------------- | -------------- | ---------------------- |
| 1    | 2013年12月17日 | ISBN 978-4-06-394990-2                                            | 2014年4月16日  | ISBN 978-986-348-580-3 |
| 2    | 2014年3月17日  | ISBN 978-4-06-395037-3                                            | 2014年5月21日  | ISBN 978-986-348-581-0 |
| 3    | 2014年6月17日  | ISBN 978-4-06-395085-4                                            | 2014年8月8日   | ISBN 978-986-365-219-9 |
| 4    | 2014年9月17日  | ISBN 978-4-06-395191-2                                            | 2014年11月12日 | ISBN 978-986-365-882-5 |
| 5    | 2014年12月17日 | ISBN 978-4-06-395269-8                                            | 2015年2月6日   | ISBN 978-986-382-462-6 |
| 6    | 2015年3月17日  | ISBN 978-4-09-395349-7                                            | 2015年5月25日  | ISBN 978-986-431-109-5 |
| 7    | 2015年6月17日  | ISBN 978-4-06-395421-0                                            | 2015年8月31日  | ISBN 978-986-431-686-1 |
| 8    | 2015年9月17日  | ISBN 978-4-06-395484-5                                            | 2015年11月25日 | ISBN 978-986-462-202-3 |
| 9    | 2015年12月17日 | ISBN 978-4-06-395563-7                                            | 2016年2月26日  | ISBN 978-986-462-796-7 |
| 10   | 2016年3月17日  | ISBN 978-4-06-395620-7                                            | 2016年5月16日  | ISBN 978-986-470-117-9 |
| 11   | 2016年7月15日  | ISBN 978-4-06-395712-9                                            | 2016年9月26日  | ISBN 978-986-470-686-0 |
| 12   | 2016年11月9日  | ISBN 978-4-06-395801-0                                            | 2017年1月13日  | ISBN 978-986-482-356-7 |
| 13   | 2017年4月7日   | ISBN 978-4-06-395908-6                                            | 2017年6月26日  | ISBN 978-986-486-146-0 |
| 14   | 2017年9月8日   | ISBN 978-4-06-397034-0（限定版） ISBN 978-4-06-510179-7（通常版） | 2017年12月8日  | ISBN 978-986-486-863-6 |
| 15   | 2017年11月9日  | ISBN 978-4-06-510380-7                                            | 2018年1月12日  | ISBN 978-957-26-0169-3 |
| 16   | 2018年3月9日   | ISBN 978-4-06-397035-7（限定版） ISBN 978-4-06-511061-4（通常版） | 2018年5月17日  | ISBN 978-957-26-0907-1 |
| 17   | 2018年6月8日   | ISBN 978-4-06-397036-4（限定版） ISBN 978-4-06-511572-5（通常版） | 2018年8月17日  | ISBN 978-957-26-1419-8 |
| 18   | 2018年10月9日  | ISBN 978-4-06-512985-2                                            | 2019年1月4日   | ISBN 978-957-26-2076-2 |
| 19   | 2019年2月8日   | ISBN 978-4-06-513866-3                                            | 2019年7月18日  | ISBN 978-957-26-2913-0 |
| 20   | 2019年6月7日   | ISBN 978-4-06-515302-4                                            | 2019年10月7日  | ISBN 978-957-26-3672-5 |
| 21   | 2019年10月9日  | ISBN 978-4-06-517154-7                                            | 2020年2月3日   | ISBN 978-957-26-4316-7 |
| 22   | 2020年2月7日   | ISBN 978-4-06-518165-2                                            | 2020年5月14日  | ISBN 978-957-26-5016-5 |
| 23   | 2020年7月9日   | ISBN 978-4-06-519302-0                                            | 2020年10月22日 | ISBN 978-957-26-5600-6 |
| 24   | 2020年11月9日  | ISBN 978-4-06-521109-0                                            | 2021年4月23日  | ISBN 978-957-26-6115-4 |
| 25   | 2021年3月9日   | ISBN 978-4-06-522658-2                                            | 2021年8月6日   | ISBN 978-957-26-6769-9 |
| 26   | 2021年7月9日   | ISBN 978-4-06-524005-2                                            | 2022年2月18日  | ISBN 978-957-26-7485-7 |
| 27   | 2021年11月9日  | ISBN 978-4-06-525939-9                                            | 2022年5月16日  | ISBN 978-957-26-8243-2 |
| 28   | 2022年3月9日   | ISBN 978-4-06-527262-6                                            | 2022年12月5日  | ISBN 978-957-26-9022-2 |

## 電視動畫

### 主題曲
片頭曲「快樂☆物質」
作词：，作曲：大川茂伸，編曲：大久保薰
主唱：近卫刀太（高倉有加）、时坂九郎丸（广濑有纪）、夏凛（小仓唯）、樱雨桐衣（茅野爱衣）、结城忍（原田彩枫）、雪广霙（鬼头明里）
片尾曲
「给閃耀的你」（OAD）
作词：，作曲、编曲：桑原秀明
主唱：近衛刀太（高仓有加）、時坂九郎丸（广濑有纪）
「Steady→GO!!」（TV）
作詞：，作曲、編曲：神谷禮
主唱：近衛刀太（高仓有加）、時坂九郎丸（广濑有纪）、夏凛（小仓唯）、樱雨桐衣（茅野爱衣）、雪廣霙（鬼头明里）
「1000% SPARKING!」（OAD2）
作词：，作曲、编曲：大久保薰
主唱：夏凛（小仓唯）、樱雨桐衣（茅野爱衣）
（OAD3）
作词：FLAT5th Rico，作曲、编曲：
主唱：结城忍（原田彩枫）、雪广霙（鬼头明里）

### 各話列表
| 話數     | 日文標題 | 中文標題                 | 劇本       | 分鏡                       | 演出              | 作畫監督                                                            | 片尾插圖   | 改編自原作漫畫                    | 播放日期      |
| -------- | -------- | ------------------------ | ---------- | -------------------------- | ----------------- | ------------------------------------------------------------------- | ---------- | --------------------------------- | ------------- |
| OAD 1    |          | Amor Primus~初戀~        | 安川正吾   | 篠原正寛                   | 篠原正寛 近藤一英 | 冷水由紀繪、小渕陽介 上田峰子、金澤龍 吉岡幸惠、青木健一郎          | －         | 第80－82、 85－86、96、110話      | 2017年 9月8日 |
| STORY 01 |          | 美女與少年               | 安川正吾   | 鈴木洋平                   | 鈴木洋平          | 冷水由紀繪、山口杏奈 上田峰子、森七奈                               | 真島浩     | 第1、128－129话                   | 10月2日       |
| STORY 02 |          | 裸裎相遇就能成為朋友     | 安川正吾   | 木宮茂                     | 木宮茂            | 野田智弘、陣内美帆                                                  | 自稱清純派 | 第3－4話                          | 10月9日       |
| STORY 03 |          | 不死人們的城堡           | 安川正吾   | 名取孝治                   | 玉田博            | 小川一郎、川口弘明 服部憲知、吉田肇 野口智弘                        | 氏家ト全   | 部分原創 第7、10話                | 10月16日      |
| STORY 04 |          | 刺客襲擊                 | 竹田裕一郎 | 片貝慎                     | 片貝慎            | 南伸一郎、Shin Hyung Sik 櫻井木之實、木村 西村理惠、小淵陽介        | 佐藤友生   | 第12－19話                        | 10月23日      |
| STORY 05 |          | 黑暗魔法（Magia Erebea） | 竹田裕一郎 | 山本靖貴                   | 川奈可奈          | 熊谷哲矢、關崎高明、野口智弘                                        | 金田陽介   | 第20－26、29－30話                | 10月30日      |
| STORY 06 |          | 九郎丸很辛苦             | 安川正吾   | 於地紘仁                   | 飯村正之          | 櫻井木之實、小川一郎、清原寮                                        | 勝木光     | 第12、16、101－103話              | 11月6日       |
| STORY 07 |          | 复原和重启               | 安川正吾   | 木宮茂                     | 木宮茂            | 西村理惠、小林利充、陣内美帆                                        | 小林俊彦   | 第31－33、35－36話                | 11月13日      |
| STORY 08 |          | 菲特抓捕计划             | 竹田裕一郎 | 於地紘仁                   | 森田靜二          | 前原薰、吉岡勝、吉田肇 和田賢人                                     | 寺嶋裕二   | 部分原創 第37－42話               | 11月20日      |
| STORY 09 |          | 恋爱与泡澡的反复运动     | 安川正吾   | 川奈可奈 青柳隆平          | 川奈可奈          | Hwang Sungwon、Seo Sunyeong Seo Jeongha、Lee Seongjin Kang Hyeonguk | 瀨尾公治   | 第95、98、100、110話              | 11月27日      |
| STORY 10 |          | 歡迎來到麻帆良學園       | 安川正吾   | 山本靖貴                   | 津田義三          | 小川一郎、島田英明 服部憲知、吉田肇                                 | 小林盡     | 部分原創 第62、70、71、111、126話 | 12月4日       |
| STORY 11 |          | 她的恋爱故事             | 安川正吾   | 片貝慎                     | 片貝慎            | 野田智弘、陣内美帆 Lee Seogyun                                      | 森川讓次   | 第126、129－131話                 | 12月11日      |
| STORY 12 |          | 來吧,無盡的思念          | 安川正吾   | 檜川伸夫 山本靖貴 鈴木洋平 | 鈴木洋平          | 冷水由紀繪、森七奈 小淵陽介、中西愛 上田峰子、山口杏奈 吉岡幸惠     | 千葉徹彌   | 部分原創 第96、132－134話         | 12月18日      |
| OAD 2    |          | 剎那永恆的初吻           | 安川正吾   | 於地紘仁                   | 野上良之          | 藤井昌宏、長谷川真也 青木建一郎、森七奈                             | －         | 第104－106、133話                 | 2018年 3月9日 |
| OAD 3    |          | 夏凜前輩不可告人的秘密♡  | 安川正吾   | 木宮茂                     | 木宮茂            | 陣内美帆、野田智弘                                                  | －         | 第23、42、107－110、132话         | 6月8日        |

### BD
於2018年1月31日正式發售藍光BOX，編號「KIZX-345」，附上映象特典。

### 播放電視台
日本深夜動畫：下文記載的日本国内播放時間使用日本標準時間（UTC+9）表示。因為部分時間标识會採用30小时制，因此請留意这类超过24:00的时间，其實際播放時間為翌日清晨。
| 播放日期        | 播放時間（UTC+9）                  | 播放電視台     | 播放地區 | 備註                    |
| --------------- | ---------------------------------- | -------------- | -------- | ----------------------- |
| 2017年10月2日－ | 每週一 00:00 - 00:30（星期一深夜） | 東京都會電視台 | 東京都   |                         |
| 2017年10月2日－ | 每週一 00:00 - 00:30（星期一深夜） | 京都放送       | 京都府   |                         |
| 2017年10月2日－ | 每週一 00:00 - 00:30（星期一深夜） | SUN電視台      | 兵庫縣   |                         |
| 2017年10月2日－ | 每週一 00:00 - 00:30（星期一深夜） | 日本BS放送     | 日本全國 | BS放送 / 動畫「ANIME+」 |
| 2017年10月2日－ | 每週一 00:30 - 01:00（星期一深夜） | AT-X           | 日本全國 | CS放送 / 再放送         |
| 2017年10月2日－ | 每周一 01:00 - 01:30（星期一深夜） | 神奈川電視台   | 神奈川縣 | [ 45 ]                  |

| 播放日期                | 播放時間（UTC+8）                | 播放電視台 | 播放地區 | 備註                   |
| ----------------------- | -------------------------------- | ---------- | -------- | ---------------------- |
| 2017年10月3日－12月19日 | 週二22:00 - 22:30                | Animax     | 香港     | 繁體字幕顯示 有重播    |
| 2017年10月3日－12月19日 | 週二21:00 - 21:30                | Animax     | 臺灣     | 繁體字幕顯示 有重播    |
| 2018年11月9日－11月20日 | 每天21:30 - 22:00 國、日雙語播出 | Animax HD  | 臺灣     | 中華電信MOD 有重播時段 |

### 播放網路平台
日本深夜動畫：下文記載的日本国内播放時間使用日本標準時間（UTC+9）表示。因為部分時間标识會採用30小时制，因此請留意这类超过24:00的时间，其實際播放時間為翌日清晨。
| 網路播放日期          | 網路播放時間           | 播放網路平台 | 備註 | 2017年10月2日 - 2017年12月19日 |
| --------------------- | ---------------------- | ------------ | ---- | ------------------------------ |
| 星期一 00:30 深夜更新 | 巴哈姆特動畫瘋、愛奇藝 | 繁體字幕     |      |                                |
| bilibili              | 簡體字幕               |              |      |                                |

## 外部連結
- 電視動畫《UQ Holder！悠久持有者：魔法老师！第2季》官方網站（页面存档备份，存于）（日語）
- 電視動畫《UQ Holder！悠久持有者：魔法老师！第2季》動畫官方的X（前Twitter）（日語）
- 《UQ Holder！悠久持有者：魔法老师！第2季》-週刊少年Magazine》官方網頁 （页面存档备份，存于）（日語）
- 赤松健作品綜合研究所－悠久持有者研究所 （页面存档备份，存于）（日語）
- UQ HOLDER!（漫畫）在動畫新聞網百科全書中的資料（英文）